# Mualla Sürer
Mualla Sürer (* 14. August 1902 in Nevşehir; † 21. Oktober 1976 in Istanbul) war eine türkische Schauspielerin.

## Leben und Karriere
Sürer wurde in Nevşehir geboren und spielte während ihrer Karriere in über 100 Filmen, hauptsächlich zwischen den 1950er und 1970er Jahren. Ihr Durchbruch gelang ihr 1953 im Film Köprüaltı Çocukları. Ihre Rollen wurden häufig von Synchronsprecherinnen wie Nezahat Tanyeri vertont.
Zu ihren bekanntesten Werken gehören Filme wie Turist Ömer und Horoz Nuri. Ihr letzter Film war Perişan. Mualla Sürer starb im Alter von 74 Jahren in Istanbul an Herz- und Atemproblemen.

## Filmografie (Auswahl)
- 1953: Katil
- 1953: Öldüren Şehir
- 1953: Uç Baba Torik
- 1954: Bir Şoförün Hayatı
- 1955: Ebediyete Kadar
- 1963: Barut Fıçısı
- 1963: Bekarlık Sultanlıktır
- 1963: Büyük Yemin
- 1963: Kamil Abi
- 1969: Berduş
- 1969: Kınalı Yapıncak
- 1970: Fıstık Gibi
- 1970: İç Güveysi
- 1971: Sevdiğim Uşak
- 1972: Aşk Sepeti
- 1974: Şenlik Var
- 1976: Perişan